# Blister

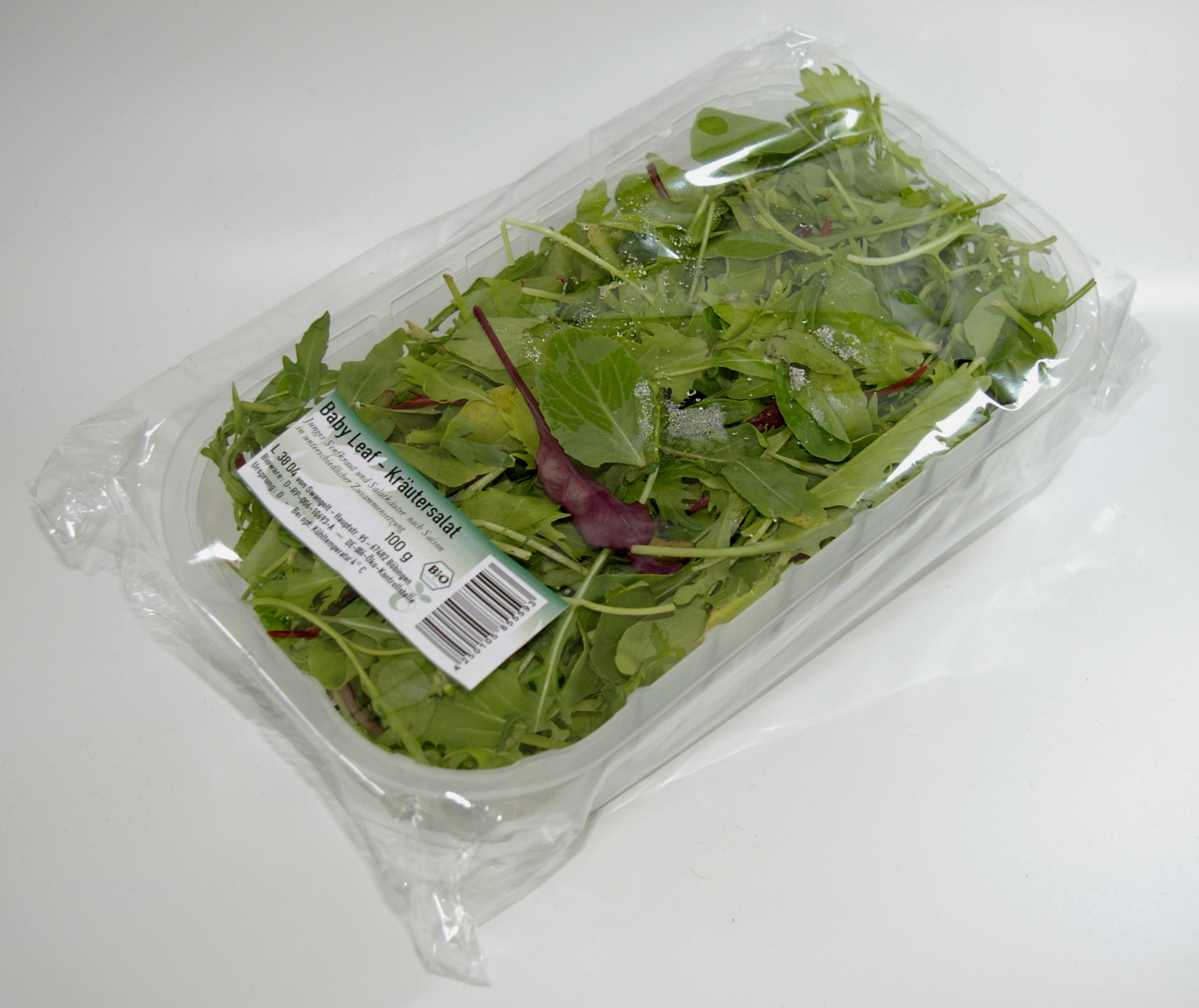
Légumes dans un blister.

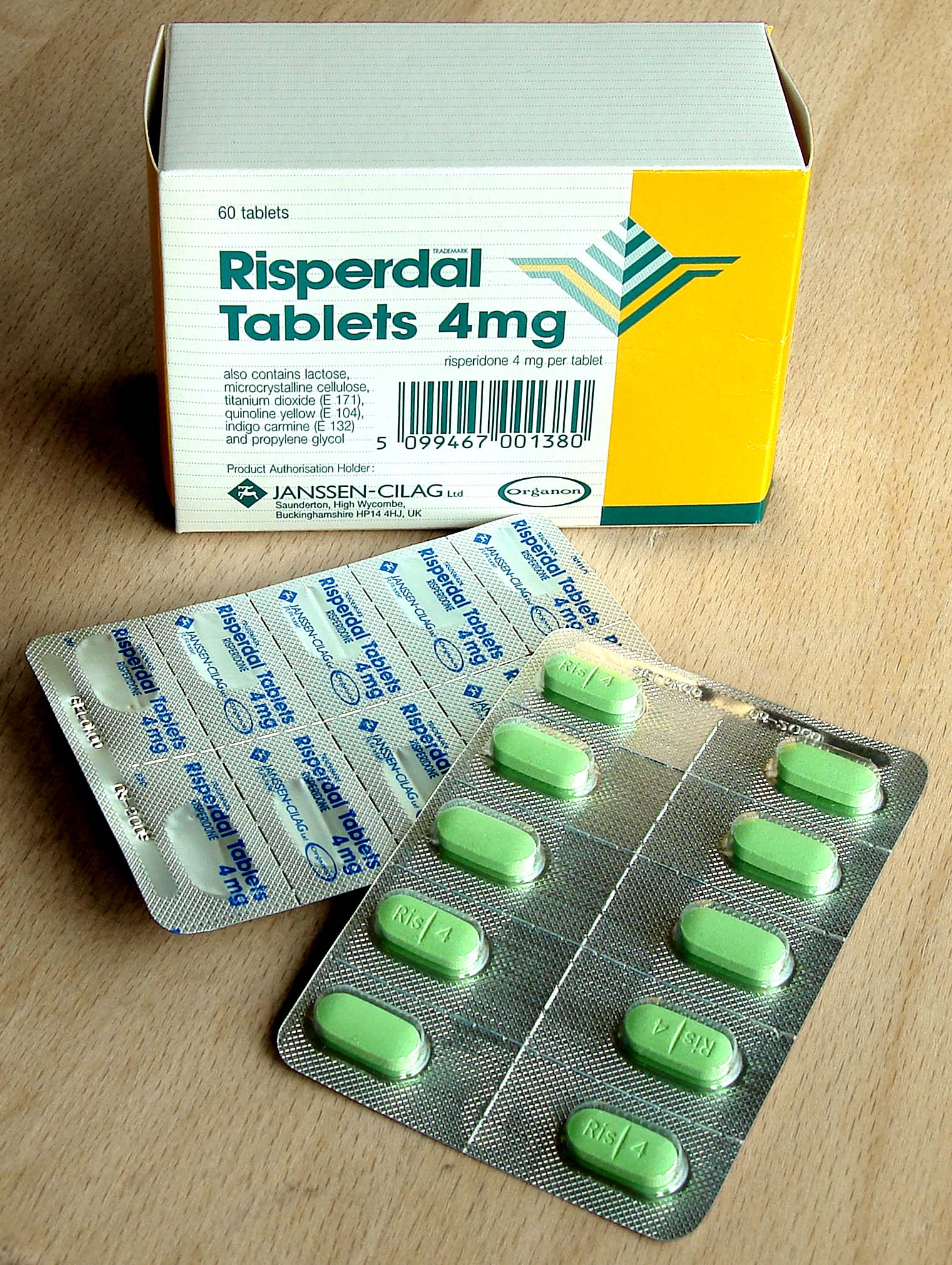
Comprimés dans un blister.

Blister, parfois traduit par coque ou emballage-coque est un emballage thermoformé assurant la présentation et la protection d’un produit. C'est un mot anglais désignant à l'origine les ampoules en verre à usage médical et qu'on pourrait traduire par coque ou coupole (pour un avion).
Ce terme est beaucoup utilisé en France par les collectionneurs de figurines : il désigne l'ensemble du boîtier renfermant une figurine (bulle et cartonnette) constituant un objet de collection au même titre que la figurine sortie de sa boîte.
Il s'agit d'une forme transparente thermoformée dans une feuille rigide de PVC ou PET, qui permet de voir l'objet de l'achat. Cette coque est soit :
- collée sur une cartonnette, aussi appelé raidisseur,
- soudée sur une autre coque ou sur une feuille de plastique,
- agrafée sur un support, le plus souvent en carton imprimé.

Cette disposition permet d'agrandir la taille de l'objet, de le valoriser dans un écrin, d'empêcher de le manipuler ou le détériorer et d'éviter qu'il puisse disparaître dans la poche d'un voleur. Très souvent, ce blister est percé d'une fente qui permet sa présentation suspendue dans les rayons libre-service.
Comme il est le plus souvent aisé de séparer la coque plastique du carton s'il y en a un, le recyclage est optimisé en triant les déchets par filière. En France, la consigne est de trier les blisters dans la poubelle de tri (comme tous les emballages depuis 2023).
C'est également un terme utilisé dans l'édition et la presse et désignant la mise sous pellicule plastique transparente d'un magazine, soit parce qu'il contient un supplément qui ne peut être vendu séparément, soit parce que son contenu ne doit pas être exposé à la vue de tous, ou encore, pour les collectionneurs, pour protéger le magazine.